# Aszahara Sókó
Aszahara Sókó (麻原 彰晃; Hepburn: Asahara Shōkō; 1955. március 2. – 2018. július 6.), született Macumoto Csizuo (松本 智津夫; Hepburn: Matsumoto Chizuo) az Aum Sinrikjó japán világvégeváró kultuszcsoport alapítója. Aszaharát elítélték az 1995-ös tokiói metró elleni halálos szaringáztámadásáért, és számos más bűncselekményben is részt vett. 2004-ben halálra ítélték. 2012 májusában végrehajtását elhalasztották az Aum Sinrikjó tagjainak további letartóztatása miatt. Kivégzésére 2018. július 6-án került sor.

## Fiatalkora
Aszahara 1955. március 2-án született egy nagy, tízgyermekes, szegény tatamikészítő családban a japán Kumamoto prefektúrában. Aszahara volt a hetedik gyermek a sorban, rajta kívül hat fiú- és három lánytestvére volt. Születésétől kezdve infantilis glaukómája volt, amitől bal szemére teljesen vak volt, és részben a jobbra is. Hasonlóan két másik testvére is ebben a betegségben szenvedett: legidősebb bátyja teljesen vak volt miatta és egy másik testvére (sorban az ötödik) is gyengén látott.
Nagyapja rendőrkapitányként szolgált Koreában. Édesapja is ott született. A háborút követően visszatértek Japánba, s mivel elszegényedtek, ezért egyik rokonukra támaszkodva próbáltak megélhetést találni, így kezdtek bele a tatamik gyártásával foglalkozó kézműiparba, jóllehet a termékekre akkortájt már csökkent a kereslet. Aszahara gyerekkorában gyakran volt szófogadatlan és számos csínyt követett el, pl. tönkretette szülei mezőgazdasági eszközeit, amiért hiába verték el. Már ekkoriban rajongott az anime rajzfilmekért, olyannyira, hogy testvéreit nem engedte a tévéhez ülni, csakhogy ő nézhesse azt.
Szülei beíratták egy iskolába a vakok számára. Aszaharáról köztudott volt, hogy zaklatta társait az iskolában, megverte őket, és pénzt zsarolt ki tőlük. 1977-ben végzett, és az akupunktúra és a hagyományos kínai orvoslás tanulmányait folytatta, amelyek Japánban a vak emberek jellemző karrierje volt. A következő évben megnősült, és összesen 12 gyereke született. A szekta vezetőjeként ágyasokat is tartott (némelyikük kamaszkorú, 18. évét be nem töltött személy), akiktől szintén születtek gyermekei.
1981-ben Aszaharát elítélték engedély nélküli gyógyszer gyártásért és ellenőrizetlen gyógyszerek eladásáért, amiért 200 000 japán jen bírságot szabtak ki rá.
Állítólag ebben az időben kezdődött Aszahara vallás iránti érdeklődése. Szabadidejét különféle vallási koncepciók tanulmányozására szentelte, kezdve a kínai asztrológiával és a taoizmussal.
Később Aszahara a nyugati ezoterizmus, a jóga, a meditáció, az ezoterikus buddhizmus és az ezoterikus kereszténység gyakorlását folytatta.

## Aum Sinrikjó
1984-ben Aszahara megalapította Aum Sinszen no Kait. Nevét Macumoto Csizuoról Aszahara Sókóra változtatta, és 1987-ben átnevezte csoportját Aum Sinrikjóra. Aszahara kormányzati nyilvántartásba vétel iránti kérelmet nyújtott be, és bár a hatóságok kezdetben vonakodtak, fellebbezést követően a Tokiói Fővárosi Kormány végül 1989-ben vallási társaságként elismerte.
Ezután szerzetesi rend jött létre, és számos laikus követő csatlakozott. Aszahara hitelességét a tévében és a magazinok borítóján való megjelenésével szerezte meg. Olyan anime rajzfilmeket készíttetett magáról, amelyekben egyfajta jóságos új Krisztusként szerepelt (külső megjelenésre tényleg hasonlított Aszahara ezekben a rajzfilmekben Jézushoz). Fokozatosan növelte a hívők számát, és meghívást kapott egyetemi előadó-találkozókra. Számos vallásos könyvet is írt, köztük az Élet és halál túllépése, Kijelentem magam Krisztusnak, és a Legfelsőbb Beavatás címekkel.
Az Aum Sinrikjó tana a Vadzsrajána szentírásokon, a Biblián és más szövegeken alapszik. 1992-ben Aszahara közzétette a Kijelentem magam Krisztusnak c. művét, amelyben magát Krisztusnak, Japán egyetlen teljes megvilágosodott mesterének, és az Isten Bárányának állította be.
Küldetése az volt, hogy mások bűneit magára vállalja, és azt állította, hogy a szellemi hatalmat át tudja adni követőinek. Mindenütt sötét összeesküvéseket szervezett, a zsidók, a szabadkőművesek, a hollandok, a brit királyi család és más rivális japán vallások ellen.
Meghatározta a végítélet napját, amely tartalmazza a harmadik világháborút, amely egy nukleáris " Armageddon"ba csúcsosodik ki. A kifejezést a Jelenések könyve 16:16-ról mintázta.
Aszahara gyakran propagálta az Armageddon szükségességét, mint az "emberi megtisztulás eszközét".
Az Aum üzleti tevékenységet is folytatott, hogy egyéb munkálatait finanszírozhassa. Bár a szektának voltak törvényes üzleti tevékenységei és jelentős adományokra is szert tett, nem kizárt hogy a jövedelmek egy része bűncselekményekből (csalás, pénzmosás stb.) származott. Az Aum ebből a pénzből fegyvereket szerzett be, sőt elég precíz módon vegyifegyverek (pl. szarin gáz) gyártásába fogott, amit egy titkos ausztráliai laboratóriumban végeztek. A szekta tagjai között tisztviselők, katonák, rendőrök, hivatali dolgozók is akadtak. Ezeket a kapcsolatokat Aszahara a hatóságok kijátszására használta fel, míg a befolyásosabb tagok úgy segítették a csoportot, hogy nyomásgyakorlással tartották távol a rendőrséget.

## Tokiói metrógáztámadás és letartóztatás
Az  Aum Sinrikjó tagjai első ízben 1994-ben hajtottak végre vegyifegyveres terrorcselekményt (lásd: Macumotói gáztámadás). 1995. március 20-án a szekta megtámadta a tokiói metrót szarin ideggázzal. Tizenhárom ember halt meg, és több ezer ember szenvedett súlyos sérülést. Miután elegendő bizonyítékot találtak, a hatóságok az Aum Sinrikjót vádolták a támadásban való részvételben, valamint számos kisebb léptékű eseményben. Több tucat tanítványt tartóztattak le, az Aum létesítményeit támadták, és a bíróság Aszahara letartóztatását rendelte el.
1995. május 16-án a rendőrség kivizsgálta az Aum Sinrikjó központját. Aszahárát egy nagyon kicsi, elkülönített helyiségben fedezték fel az egyik létesítményben.
Egy esetleges Aum fegyveres erőtől tartva, a Japán Szárazföldi Véderő első légi brigádja a közelben állomásozott, hogy szükség esetén támogassa a rendőrséget.

## Vádak, tárgyalás és kivégzés
Aszaharát 27 különféle gyilkosság közül 13-mal vádolták. A vád szerint Aszahara parancsot adott a Tokió metró megtámadására azért, hogy "megdöntsék a kormányt és Aszahara megszerezhesse a Japán császár címét".
A tárgyalások során néhány tanítvány tanúvallomást tett Aszahara ellen, és 17 esetből 13-ban bűnösnek találták, beleértve a Sakamoto család gyilkosságát. 2004. február 27-én kötél általi halálra ítélték. A tárgyalást a japán média "a század bírósági tárgyalásának" bélyegezte. Eközben Aszahara lemondott az Aum Sinrikjó képviselői posztjáról annak érdekében, hogy megakadályozza a csoport erőteljes feloszlatását az állam által. A védelem fellebbezte Aszahara ítéletét azon az alapon, hogy mentálisan alkalmatlan, és pszichiátriai vizsgálatokat végeznek rajta. A tárgyalások nagy részén Aszahara csendben maradt, vagy csak magában morgott.
Aszaharát kivégezték 2018. július 6-án a tokiói fogházban, 23 évvel a szaringáztámadást követően, hat másik szekta taggal együtt. Az áldozatok rokonai jóváhagyták a kivégzést. Aszahara testét ezt követően elhamvasztották, de a hamvakat a mai napig nem adják ki a hatóságok a családtagoknak.

## Fordítás
- Ez a szócikk részben vagy egészben  a   Shoko Asahara című angol Wikipédia-szócikk ezen változatának fordításán alapul.  Az eredeti cikk szerkesztőit annak laptörténete sorolja fel. Ez a jelzés csupán a megfogalmazás eredetét és a szerzői jogokat jelzi, nem szolgál a cikkben szereplő információk forrásmegjelöléseként.